# Afwateringskanaal Boxtel
Het Afwateringskanaal Boxtel is een kanaal in de gemeente Boxtel dat van 1933 tot 1936 werd gegraven om wateroverlast in de dorpen Boxtel en Liempde te voorkomen. Het afwateringskanaal loopt ten oosten van het dorp parallel aan de A2 en vormde van 1936 tot 2013 de hoofdloop van de Dommel. Nadat het waterschap de originele loop van de Dommel in Boxtel heeft verbeterd, stroomt de Dommel sinds 2013 weer door Boxtel en heeft het Afwateringskanaal Boxtel de rol van back-up bij een teveel aan water.

## Aanleg van het kanaal
Naar aanleiding van de jaarlijkse terugkerende overstromingen in Boxtel werd in 1919 een vereniging opgericht met als doel een afwateringskanaal te graven bij Boxtel. Nadat in de jaren 1920-1926 weer grote overstromingen plaatsvonden in Boxtel, kreeg de Nederlandse Heidemaatschappij in 1933 de opdracht het afwateringskanaal te graven. De aanleg van het kanaal duurde van 1933 tot 1936 en werd uitgevoerd door arbeiders in het kader van de werkverschaffing.

## Bruggen over het kanaal
Oorspronkelijk lagen er drie bruggen over het afwateringskanaal. In verband met de aanleg van de A2 die parallel aan het kanaal loopt werden de bruggen gesloopt. Alleen voor de brug in de N618 werd een vervanging aangelegd. Deze brug overspant zowel de A2 als het afwateringskanaal.